# 高同声
高同声（1936年—），黑龙江肇东人，中国人民解放军将领、中国人民解放军中将。 
1996年，授予中国人民解放军中将，曾任国防科学技术工业委员会副政治委员。 